# Jalal Hasan
Jalal Hassan Hachem (Baghdad, 18 maggio 1991) è un calciatore iracheno, portiere dell'Al-Zawraa e della nazionale irachena.

## Carriera
Gioca con l'Arbil, una squadra irachena con cui ha conquistato un campionato nazionale; dal 2011 gioca stabilmente con la nazionale di calcio irachena.

## Statistiche

### Cronologia presenze e reti in nazionale
| Cronologia completa delle presenze e delle reti in nazionale ― Iraq | Cronologia completa delle presenze e delle reti in nazionale ― Iraq | Cronologia completa delle presenze e delle reti in nazionale ― Iraq | Cronologia completa delle presenze e delle reti in nazionale ― Iraq | Cronologia completa delle presenze e delle reti in nazionale ― Iraq | Cronologia completa delle presenze e delle reti in nazionale ― Iraq | Cronologia completa delle presenze e delle reti in nazionale ― Iraq | Cronologia completa delle presenze e delle reti in nazionale ― Iraq |
| Data                                                                | Città                                                               | In casa                                                             | Risultato                                                           | Ospiti                                                              | Competizione                                                        | Reti                                                                | Note                                                                |
| ------------------------------------------------------------------- | ------------------------------------------------------------------- | ------------------------------------------------------------------- | ------------------------------------------------------------------- | ------------------------------------------------------------------- | ------------------------------------------------------------------- | ------------------------------------------------------------------- | ------------------------------------------------------------------- |
| 16-7-2011                                                           | Amman                                                               | Giordania                                                           | 1 – 1                                                               | Iraq                                                                | Amichevole                                                          | -1                                                                  |                                                                     |
| 3-12-2012                                                           | Riffa                                                               | Bahrein                                                             | 0 – 0                                                               | Iraq                                                                | Amichevole                                                          | -                                                                   |                                                                     |
| 10-12-2012                                                          | Al-Farwaniyya                                                       | Iraq                                                                | 1 – 0                                                               | Giordania                                                           | Campionato dell'Asia occidentale 2012 - 1º turno                    | -                                                                   |                                                                     |
| 13-12-2012                                                          | Madinat al-Kuwait                                                   | Iraq                                                                | 1 – 1                                                               | Siria                                                               | Campionato dell'Asia occidentale 2012 - 1º turno                    | -1                                                                  |                                                                     |
| 18-12-2012                                                          | Madinat al-Kuwait                                                   | Oman                                                                | 0 – 2                                                               | Iraq                                                                | Campionato dell'Asia occidentale 2012 - Semifinale                  | -                                                                   |                                                                     |
| 20-12-2012                                                          | Madinat al-Kuwait                                                   | Iraq                                                                | 0 – 1                                                               | Siria                                                               | Campionato dell'Asia occidentale 2012 - Finale                      | -1                                                                  |                                                                     |
| 28-12-2013                                                          | Doha                                                                | Bahrein                                                             | 0 – 0                                                               | Iraq                                                                | Campionato dell'Asia occidentale 2013 - 1º turno                    | -                                                                   | 90+4’                                                               |
| 31-12-2013                                                          | Al Rayyan                                                           | Iraq                                                                | 0 – 0                                                               | Oman                                                                | Campionato dell'Asia occidentale 2013 - 1º turno                    | -                                                                   |                                                                     |
| 21-2-2014                                                           | Dubai                                                               | Iraq                                                                | 2 – 0                                                               | Corea del Nord                                                      | Amichevole                                                          | -                                                                   |                                                                     |
| 5-3-2014                                                            | Sharja                                                              | Iraq                                                                | 3 – 1                                                               | Cina                                                                | Qual. Coppa d'Asia 2015                                             | -1                                                                  |                                                                     |
| 4-9-2014                                                            | Dubai                                                               | Iraq                                                                | 0 – 2                                                               | Perù                                                                | Amichevole                                                          | -2                                                                  |                                                                     |
| 14-11-2014                                                          | Riyad                                                               | Iraq                                                                | 0 – 1                                                               | Kuwait                                                              | Coppa delle nazioni del Golfo 2014 - 1º turno                       | -1                                                                  |                                                                     |
| 17-11-2014                                                          | Riyad                                                               | Iraq                                                                | 1 – 1                                                               | Oman                                                                | Coppa delle nazioni del Golfo 2014 - 1º turno                       | -1                                                                  |                                                                     |
| 20-11-2014                                                          | Riyad                                                               | Emirati Arabi Uniti                                                 | 2 – 0                                                               | Iraq                                                                | Coppa delle nazioni del Golfo 2014 - 1º turno                       | -2                                                                  |                                                                     |
| 4-1-2015                                                            | Wollongong                                                          | Iraq                                                                | 0 – 1                                                               | Iran                                                                | Amichevole                                                          | -1                                                                  |                                                                     |
| 12-1-2015                                                           | Brisbane                                                            | Giordania                                                           | 0 – 1                                                               | Iraq                                                                | Coppa d'Asia 2015 - 1º turno                                        | -                                                                   |                                                                     |
| 16-1-2015                                                           | Brisbane                                                            | Iraq                                                                | 0 – 1                                                               | Giappone                                                            | Coppa d'Asia 2015 - 1º turno                                        | -1                                                                  |                                                                     |
| 20-1-2015                                                           | Canberra                                                            | Iraq                                                                | 2 – 0                                                               | Palestina                                                           | Coppa d'Asia 2015 - 1º turno                                        | -                                                                   |                                                                     |
| 23-1-2015                                                           | Canberra                                                            | Iran                                                                | 3 – 3 dts (6-7 dtr)                                                 | Iraq                                                                | Coppa d'Asia 2015 - Quarti di finale                                | -3                                                                  |                                                                     |
| 26-1-2015                                                           | Sydney                                                              | Corea del Sud                                                       | 2 – 0                                                               | Iraq                                                                | Coppa d'Asia 2015 - Semifinale                                      | -2                                                                  |                                                                     |
| 28-3-2015                                                           | Dubai                                                               | Iraq                                                                | 2 – 1                                                               | RD del Congo                                                        | Amichevole                                                          | -1                                                                  |                                                                     |
| 31-3-2015                                                           | Sharjah                                                             | Iraq                                                                | 1 – 0                                                               | RD del Congo                                                        | Amichevole                                                          | -                                                                   |                                                                     |
| 11-6-2015                                                           | Yokohama                                                            | Giappone                                                            | 4 – 0                                                               | Iraq                                                                | Amichevole                                                          | -4                                                                  |                                                                     |
| 18-3-2016                                                           | Teheran                                                             | Iraq                                                                | 0 – 1                                                               | Siria                                                               | Amichevole                                                          | -                                                                   | 46’                                                                 |
| 29-3-2016                                                           | Teheran                                                             | Iraq                                                                | 1 – 0                                                               | Vietnam                                                             | Qual. Mondiali 2018                                                 | -                                                                   |                                                                     |
| 24-7-2016                                                           | Tashkent                                                            | Uzbekistan                                                          | 2 – 1                                                               | Iraq                                                                | Amichevole                                                          | -2                                                                  | 46’                                                                 |
| 8-8-2016                                                            | Al Rayyan                                                           | Qatar                                                               | 2 – 1                                                               | Iraq                                                                | Amichevole                                                          | -1                                                                  | 46’                                                                 |
| 21-8-2016                                                           | Seremban                                                            | Iraq                                                                | 1 – 1                                                               | Corea del Nord                                                      | Amichevole                                                          | -                                                                   | 76’                                                                 |
| 18-3-2017                                                           | Teheran                                                             | Iran                                                                | 0 – 1                                                               | Iraq                                                                | Amichevole                                                          | -                                                                   |                                                                     |
| 17-12-2017                                                          | Abu Dhabi                                                           | Emirati Arabi Uniti                                                 | 1 – 0                                                               | Iraq                                                                | Amichevole                                                          | -1                                                                  |                                                                     |
| 23-12-2017                                                          | Al Kuwait                                                           | Bahrein                                                             | 1 – 1                                                               | Iraq                                                                | Coppa delle nazioni del Golfo 2017 - 1º turno                       | -1                                                                  |                                                                     |
| 26-12-2017                                                          | Al Kuwait                                                           | Iraq                                                                | 2 – 1                                                               | Qatar                                                               | Coppa delle nazioni del Golfo 2017 - 1º turno                       | -1                                                                  |                                                                     |
| 29-12-2017                                                          | Al Kuwait                                                           | Iraq                                                                | 3 – 0                                                               | Yemen                                                               | Coppa delle nazioni del Golfo 2017 - 1º turno                       | -                                                                   |                                                                     |
| 2-1-2018                                                            | Al Kuwait                                                           | Iraq                                                                | 0 – 0 dts (2-4 dtr)                                                 | Emirati Arabi Uniti                                                 | Coppa delle nazioni del Golfo 2017 - Semifinale                     | -                                                                   |                                                                     |
| 27-3-2018                                                           | Bassora                                                             | Iraq                                                                | 1 – 1                                                               | Siria                                                               | Amichevole                                                          | -1                                                                  | 88’                                                                 |
| 8-5-2018                                                            | Bassora                                                             | Iraq                                                                | 0 – 0                                                               | Palestina                                                           | Amichevole                                                          | -                                                                   | 90+1’                                                               |
| 4-8-2018                                                            | Al-Ram                                                              | Palestina                                                           | 0 – 3                                                               | Iraq                                                                | Amichevole                                                          | -                                                                   | Cap. 70’                                                            |
| 10-9-2018                                                           | Al-Farwaniyya                                                       | Kuwait                                                              | 2 – 2                                                               | Iraq                                                                | Amichevole                                                          | -2                                                                  |                                                                     |
| 11-10-2018                                                          | Riyad                                                               | Argentina                                                           | 4 – 0                                                               | Iraq                                                                | Amichevole                                                          | -4                                                                  |                                                                     |
| 20-11-2018                                                          | Sharjah                                                             | Iraq                                                                | 0 – 0                                                               | Bolivia                                                             | Amichevole                                                          | -                                                                   | Cap.                                                                |
| 24-12-2018                                                          | Doha                                                                | Iraq                                                                | 2 – 1                                                               | Cina                                                                | Amichevole                                                          | -                                                                   | 46’                                                                 |
| 8-1-2019                                                            | Abu Dhabi                                                           | Iraq                                                                | 3 – 2                                                               | Vietnam                                                             | Coppa d'Asia 2019 - 1º turno                                        | -2                                                                  | Cap.                                                                |
| 12-1-2019                                                           | Sharjah                                                             | Yemen                                                               | 0 – 3                                                               | Iraq                                                                | Coppa d'Asia 2019 - 1º turno                                        | -                                                                   | Cap.                                                                |
| 16-1-2019                                                           | Dubai                                                               | Iran                                                                | 0 – 0                                                               | Iraq                                                                | Coppa d'Asia 2019 - 1º turno                                        | -                                                                   | Cap.                                                                |
| 22-1-2019                                                           | Abu Dhabi                                                           | Qatar                                                               | 1 – 0                                                               | Iraq                                                                | Coppa d'Asia 2019 - Ottavi di finale                                | -1                                                                  | Cap.                                                                |
| 26-3-2019                                                           | Bassora                                                             | Iraq                                                                | 3 – 2                                                               | Giordania                                                           | Amichevole                                                          | -2                                                                  |                                                                     |
| 7-6-2019                                                            | Radès                                                               | Tunisia                                                             | 2 – 0                                                               | Iraq                                                                | Amichevole                                                          | -2                                                                  |                                                                     |
| 2-8-2019                                                            | Kerbela                                                             | Palestina                                                           | 1 – 2                                                               | Iraq                                                                | Campionato dell'Asia occidentale 2019 - 1º turno                    | -1                                                                  | Cap.                                                                |
| 8-8-2019                                                            | Kerbela                                                             | Siria                                                               | 0 – 0                                                               | Iraq                                                                | Campionato dell'Asia occidentale 2019 - 1º turno                    | -                                                                   |                                                                     |
| 14-8-2019                                                           | Kerbela                                                             | Iraq                                                                | 0 – 1                                                               | Bahrein                                                             | Campionato dell'Asia occidentale 2019 - Finale                      | -1                                                                  | Cap.                                                                |
| 14-11-2019                                                          | Amman                                                               | Iraq                                                                | 2 – 1                                                               | Iran                                                                | Qual. Mondiali 2022                                                 | -                                                                   | 48’                                                                 |
| 26-11-2019                                                          | Doha                                                                | Qatar                                                               | 1 – 2                                                               | Iraq                                                                | Coppa delle nazioni del Golfo 2019 - 1º turno                       | -1                                                                  | Cap. 65’                                                            |
| 5-12-2019                                                           | Doha                                                                | Iraq                                                                | 2 – 2 dts (3-5 dtr)                                                 | Bahrein                                                             | Coppa delle nazioni del Golfo 2019 - Semifinale                     | -2                                                                  |                                                                     |
| 12-11-2020                                                          | Dubai                                                               | Giordania                                                           | 0 – 0                                                               | Iraq                                                                | Amichevole                                                          | -                                                                   | Cap.                                                                |
| 12-1-2021                                                           | Dubai                                                               | Emirati Arabi Uniti                                                 | 0 – 0                                                               | Iraq                                                                | Amichevole                                                          | -                                                                   |                                                                     |
| 29-3-2021                                                           | Tashkent                                                            | Uzbekistan                                                          | 0 – 1                                                               | Iraq                                                                | Amichevole                                                          | -                                                                   | Cap.                                                                |
| 24-5-2021                                                           | Bassora                                                             | Iraq                                                                | 0 – 0                                                               | Tagikistan                                                          | Amichevole                                                          | -                                                                   | Cap.                                                                |
| 7-6-2021                                                            | Al Muharraq                                                         | Iraq                                                                | 4 – 1                                                               | Cambogia                                                            | Qual. Mondiali 2022                                                 | -1                                                                  | Cap.                                                                |
| 11-6-2021                                                           | Al Muharraq                                                         | Hong Kong                                                           | 0 – 1                                                               | Iraq                                                                | Qual. Mondiali 2022                                                 | -                                                                   | Cap.                                                                |
| 15-6-2021                                                           | Al Muharraq                                                         | Iran                                                                | 1 – 0                                                               | Iraq                                                                | Qual. Mondiali 2022                                                 | -1                                                                  |                                                                     |
| 24-3-2022                                                           | Riyad                                                               | Iraq                                                                | 1 – 0                                                               | Emirati Arabi Uniti                                                 | Qual. Mondiali 2022                                                 | -                                                                   |                                                                     |
| 29-3-2022                                                           | Dubai                                                               | Siria                                                               | 1 – 1                                                               | Iraq                                                                | Qual. Mondiali 2022                                                 | -1                                                                  |                                                                     |
| 23-9-2022                                                           | Amman                                                               | Iraq                                                                | 1 – 1                                                               | Oman                                                                | Amichevole                                                          | -1                                                                  |                                                                     |
| 26-9-2022                                                           | Amman                                                               | Siria                                                               | 0 – 1                                                               | Iraq                                                                | Amichevole                                                          | -                                                                   | Cap.                                                                |
| 9-11-2022                                                           | Girona                                                              | Messico                                                             | 4 – 0                                                               | Iraq                                                                | Amichevole                                                          | -4                                                                  | Cap.                                                                |
| 12-11-2022                                                          | Madrid                                                              | Ecuador                                                             | 0 – 0                                                               | Iraq                                                                | Amichevole                                                          | -                                                                   | Cap.                                                                |
| 6-1-2023                                                            | Bassora                                                             | Iraq                                                                | 0 – 0                                                               | Oman                                                                | Coppa delle nazioni del Golfo 2023 - 1º turno                       | -                                                                   | Cap.                                                                |
| 12-1-2023                                                           | Bassora                                                             | Iraq                                                                | 5 – 0                                                               | Yemen                                                               | Coppa delle nazioni del Golfo 2023 - 1º turno                       | -                                                                   | Cap.                                                                |
| 16-1-2023                                                           | Bassora                                                             | Iraq                                                                | 2 – 1                                                               | Qatar                                                               | Coppa delle nazioni del Golfo 2023 - Semifinale                     | -1                                                                  |                                                                     |
| 19-1-2023                                                           | Bassora                                                             | Iraq                                                                | 3 – 2 dts                                                           | Oman                                                                | Coppa delle nazioni del Golfo 2023 - Finale                         | -2                                                                  |                                                                     |
| 26-3-2023                                                           | San Pietroburgo                                                     | Russia                                                              | 2 – 0                                                               | Iraq                                                                | Amichevole                                                          | -2                                                                  | Cap.                                                                |
| 16-6-2023                                                           | Valencia                                                            | Colombia                                                            | 1 – 0                                                               | Iraq                                                                | Amichevole                                                          | -1                                                                  | Cap.                                                                |
| 7-9-2023                                                            | Chiang Mai                                                          | Iraq                                                                | 2 – 2                                                               | India                                                               | Amichevole                                                          | -2                                                                  | Cap.                                                                |
| 16-11-2023                                                          | Bassora                                                             | Iraq                                                                | 5 – 1                                                               | Indonesia                                                           | Qual. Mondiali 2026                                                 | -1                                                                  | Cap.                                                                |
| 21-11-2023                                                          | Hanoi                                                               | Vietnam                                                             | 0 – 1                                                               | Iraq                                                                | Qual. Mondiali 2026                                                 | -                                                                   | Cap.                                                                |
| 6-1-2024                                                            | Abu Dhabi                                                           | Iraq                                                                | 0 – 1                                                               | Corea del Sud                                                       | Amichevole                                                          | -1                                                                  | Cap.                                                                |
| 15-1-2024                                                           | Al Rayyan                                                           | Indonesia                                                           | 1 – 3                                                               | Iraq                                                                | Coppa d'Asia 2023 - 1º turno                                        | -1                                                                  | Cap.                                                                |
| 19-1-2024                                                           | Al Rayyan                                                           | Iraq                                                                | 2 – 1                                                               | Giappone                                                            | Coppa d'Asia 2023 - 1º turno                                        | -1                                                                  | Cap.                                                                |
| 29-1-2024                                                           | Al Rayyan                                                           | Iraq                                                                | 2 – 3                                                               | Giordania                                                           | Coppa d'Asia 2023 - Ottavi di finale                                | -3                                                                  | Cap.                                                                |
| 21-3-2024                                                           | Bassora                                                             | Iraq                                                                | 1 – 0                                                               | Filippine                                                           | Qual. Mondiali 2026                                                 | -                                                                   | Cap.                                                                |
| 26-3-2024                                                           | Manila                                                              | Filippine                                                           | 0 – 5                                                               | Iraq                                                                | Qual. Mondiali 2026                                                 | -                                                                   | Cap.                                                                |
| 6-6-2024                                                            | Giacarta                                                            | Indonesia                                                           | 0 – 2                                                               | Iraq                                                                | Qual. Mondiali 2026                                                 | -                                                                   | Cap.                                                                |
| 5-6-2025                                                            | Bassora                                                             | Iraq                                                                | 0 – 2                                                               | Corea del Sud                                                       | Qual. Mondiali 2026                                                 | -2                                                                  | cap.                                                                |
| 10-6-2025                                                           | Amman                                                               | Giordania                                                           | 0 – 1                                                               | Iraq                                                                | Qual. Mondiali 2026                                                 | -                                                                   | cap.                                                                |
| Totale                                                              |                                                                     | Presenze                                                            | 84                                                                  |                                                                     | Reti                                                                | -72                                                                 |                                                                     |